# Вікалой
Вікало́й (англ. Vicalloy) — це сімейство кобальт-залізо-ванадієвих попередньо оброблених механічним деформуванням феромагнітних сплавів, які мають високу коерцитивну силу і використовуються для виготовлення постійних магнітів, датчиків магнітного поля та інших магнітних компонентів.

## Склад та маркування
Вікалой належить до прецизійних сплавів магніто-твердих, маркування за ГОСТ 10994-74: 52К10Ф. Цей стандарт також передбачає схожі за властивостями марки: 52К11Ф, 52К12Ф і 52К13Ф
Сплав складається з 52 % кобальту, 10 % ванадію, незначних кількостей таких елементів, як вуглець (до 0,12 %), манган (до 0,5 %), кремній (до 0,5 %) і решта (~37 %) — залізо. В літературі сплав з таким складом ще називають Vicalloy I. Сплав Vicalloy II містить 14 % ванадію за рахунок зменшення вмісту заліза.

## Властивості
Сплави вікалой є пластично деформованими. До термічної обробки вікалой за пластичністю як у міді, а після обробки — близький до сталі.
Залежно від вмісту ванадію і температури відпуску може бути отримане потрібне співвідношення коерцитивної сили і залишкової індукції в межах (4,8…32)•103 А/м і 1,2…0,65 Тл, які обумовлюють відповідний магнітний гістерезис при зміні напряму зовнішнього магнітного поля.
Ці сплави набувають магнітно-твердих властивостей зазвичай після холодного деформування на 70-90 % (вальцювання, волочіння) з наступним відпуском. Через це сплави є анізотропними.
Максимальна магнітна енергія (BH)max=8 кДж/м3 (1 МГcЕ) у вихідному стані та досягає 28 кДж/м3 (3,5 МГcЕ) після відповідного холодного деформування.

## Використання
Сплав використовується для виготовлення постійних малогабаритних магнітів. Сплави марок 52К10Ф, 52К11Ф знайшли застосування для активної частини гістерезисних двигунів.
Дріт з вікалою спочатку відпалюється а потім зміцнюється за допомогою низки методів поверхневого холодного деформування з подальшим старінням. Це робить магнітну коерцитивну силу зовнішнього шару значно вищою ніж у внутрішнього осердя. Висока коерцитивність оболонки дозволяє зберігати напрям намагнічення від зовнішнього магнітного поля, навіть коли початкове джерело поля відсутнє. На дроті спостерігатиметься великий магнітний гістерезис: якщо до дроту піднести магніт, зовнішня оболонка з високою коерцитивною силою утримує напрям магнітного поля магнітно-м'якшого внутрішнього осердя. Але якщо магнітне поле перевищить заданий поріг, весь дріт як зовнішня оболонка, так і внутрішнє осердя швидко змінюють полярність намагнічування. Це перемикання (ефект Віганда, відкритий Джоном Вігандом у 1972 році) відбувається за декілька мікросекунд і спричиняє скачкоподібну короткочасну появу електричного струму.
Така поведінка з вікалою у магнітному полі дозволяє використовувати його в електромеханічних пристроях і у першу чергу в різного призначення безконтактних датчиках (датчик Віганда), що реагують на зміну магнітного поля. Перевагою таких датчиків є висока чутливість, відсутність потреби у напрузі живлення датчика та робочий діапазон температур від -70 °C до +200 °C, що обумовило їх широке використання. Чутливі елементи Віганда застосовуються у витратомірах, датчиках швидкості, кута повороту і положення. Крім того, одне з найпоширеніших застосувань цього елемента — системи зчитування ідентифікаційних карт.